# Danuta Gleed
Danuta Gleed (* 1946 in Lusaka, Nordrhodesien; † 11. Dezember 1996 in Ottawa, Ontario) war eine in Afrika geborene kanadische Schriftstellerin polnischer Abstammung, die vor allen Dingen Kurzgeschichten verfasste und der zu Ehren der Danuta Gleed Literary Award begründet wurde.

## Leben
Danuta Gleed wurde in Rhodesien geboren und wuchs in einem britischen Lager für Heimatvertriebene in Kenia auf, wo sie auch ihre frühe Kindheit verbrachte. 1958 zog sie mit ihrer Familie nach England, später nach Kanada, wo sie englische Literatur studierte und ihren Mann John Gleed heiratete.
Ihr Literaturstudium absolvierte sie in einem Jahrgang zusammen mit Frances Itani, Audrey Thomas, Bryan Moon und Rita Donovan. Als literarische Form bevorzugte sie die Kurzgeschichte, wobei ihre eigenen Erzählungen oft vor einem polnischen Hintergrund spielten. Ihre Werke erschienen in verschiedenen Literaturzeitschriften und gewannen einige Wettbewerbe. Ihre Geschichte Bones war 1996 für den Journey Prize nominiert, wobei sie zum Zeitpunkt der Ankündigung bereits verstorben war.
Die Kurzgeschichtensammlung One of the Chosen erschien nach ihrem frühen Tod mit gerade einmal 50 Jahren posthum bei BuschekBooks 1997, herausgegeben von Frances Itani und Susan Zettell.

## Nachleben
Ihr Ehemann John Gleed begründete 1998 daraufhin den Danuta Gleed Literary Award, um mit dieser Stiftung das Andenken seiner Ehefrau und deren bevorzugten Literaturform zu ehren. Dabei fließen die Erlöse von Danuta Gleeds eigener Kurzgeschichtensammlung One for the Chosen weiterhin in den Auszeichnungsfond. Vergeben wird die Ehrung alljährlich durch die Writers’ Union of Canada, sprich die kanadische Schriftstellervereinigung. Mit diesem Literaturpreis wird jeweils die erste Kurzgeschichtensammlung geehrt, die ein kanadischer Schriftsteller auf Englisch veröffentlicht hat. Ihr Sohn, der Maler Jonathan Gleed (* 1977) und seine Ehefrau Christine, benannten ihre 2007 geborene Tochter nach seiner Mutter Violet Danuta Gleed.

## Werk
- One of the Chosen. Herausgegeben von Frances Itani und Susan Zettell[9], BuschekBooks, Ottawa 1997, ISBN 0-9699904-3-X.